# 拱运
廣東省拱北汽車運輸有限責任公司（英語：Guangdong Gongbei Bus Transport Company Limited），簡稱拱運，成立於1979年10月，1986年經中華人民共和國交通部批准註冊，總部位於中国广东省珠海市。为廣東交通集團下屬運輸企業。2018年后归岐关车路有限公司下辖管理。
拱運公司旗下設有拱北汽车客运站、专线客运分公司、长途客运分公司、旅游服务公司、拱运汽车修理厂等建築和企業。

## 历史
1979年10月22日，当时的广东省革命委员会批准设立广东省汽车运输公司拱北公司，接受原省属佛山汽车运输公司的珠海及澳门相关线路和资产，并下辖在澳门经营的岐关车路有限公司。同年位于拱北口岸，建筑面积2100平方米的拱北汽车站大楼落成。
1980年7月，拱北汽车运输公司正式成立。此时辖拱北汽车站，香洲汽车分站，前山、唐家售票站和所属车队、车间，有职工197人，车辆89台，固定资产247.62万元，当年完成客运量187万人次，客运周转量5418万余人公里，实现利润57.72万元。
1984年1月，斗门汽车站下属的211车队改为153车队。7月1日，香洲分站成立152车队，原151车队3分队全部归152车队管辖。10月1日公司调整管理体制，岐关公司与拱运分开经营，成为两个独立核算的单位，澳门至拱北的客运业务由岐关公司经营，珠海运输业务由拱运经营。拱运当年完成客运周转量2.18亿人公里，营运收人961.9万元，创利润213.27万元，固定资产为1145.2万元。
1987年9月29日，拱运与广东省财政厅签订国营企业承包经营责任制合同书，承包期为3年。同年10月广东省政府批准拱北公司由省和珠海市联营共管，行政上受省公路运输管理局领导，经济上独立核算，自负盈亏。10月30日，公司改名为广东省拱北汽车运输公司。11月，公司实行经理负责制，同时实行经理任期目标责任制。
1988年底，斗门、香洲两个汽车站下放给珠海市交通委员会管辖。拱北公司尚有职工567人，客车79台，固定资产净值672万元。
2000年，拱运划归广东省交通集团管理。
2009年11月，拱运和岐关公司合并，实行“一套管理架构，两个法人主体”的运作模式，保留2家公司牌子运营。
2018年11月，广东省交通集团持有的拱运公司100%股权无偿划转给岐关公司持有，拱运公司成为岐关公司的子公司。

## 外部連結
- 拱運官方網站（简体中文）